# Шильдак
Шильдак (пол. Szyldak, нім. Schildeck) — село в Польщі, у гміні Оструда Острудського повіту Вармінсько-Мазурського воєводства.
Населення — 875 осіб (2011).

## Демографія
Демографічна структура станом на 31 березня 2011 року:
|          | Загалом | Допрацездатний вік | Працездатний вік | Постпрацездатний вік |
| -------- | ------- | ------------------ | ---------------- | -------------------- |
| Чоловіки | 440     | 77                 | 311              | 52                   |
| Жінки    | 435     | 93                 | 257              | 85                   |
| Разом    | 875     | 170                | 568              | 137                  |